# Большой Уим
Большой Уим — река в России, протекает по Тюменской области. Устье реки находится в 395 км по левому берегу реки Демьянка. Длина реки составляет 80 км. Площадь водосборного бассейна — 724 км².
В 8 км от устья по правому берегу впадает река Малый Уим.
Берёт начало из озера Уим. Высота устья — 41 м над уровнем моря.

## Данные водного реестра
По данным государственного водного реестра России относится к Иртышскому бассейновому округу, водохозяйственный участок реки — Иртыш от впадения реки Тобол до города Ханты-Мансийск (выше), без реки Конда, речной подбассейн реки — бассейны притоков Иртыша от Тобола до Оби. Речной бассейн реки — Иртыш.